# ماسارو موتگی
ماسارو موتگی (茂木 優 Motegi Masaru, زادهٔ ۲۳ آوریل ۱۹۵۰) کشتی‌گیر اهل ژاپن است که در بازی‌های المپیک تابستانی ۱۹۷۶ شرکت کرد.
وی در مسابقات کشوری و بین‌المللی در مجموع برندهٔ ۱ مدال طلا، ۱ مدال نقره شده‌است.